# Anthropomantie
Die Anthropomantie war eine angeblich in der Antike praktizierte Methode der Divination, bei der getöteten Menschen der Körper aufgeschnitten wurde, um aus den Eingeweiden und dem Inneren des Körpers die Zukunft zu lesen. Sie soll hauptsächlich im Römischen Reich, bei den Griechen und im Alten Ägypten geübt worden sein, obwohl etwa das Alte Ägypten gar keine Eingeweideschau kannte. Sie ist nicht mit der Begrifflichkeit Menschenopfer gleichzusetzen und ist auch keine antike Bezeichnung, sondern eine humanistische Neubildung nach meist spät- und nachantiken Zeugnissen, nach romanhaften Ausschmückungen auch früherer Autoren wie Lukan oder den Satiren des Juvenal.

## Bewertung
Die Anthropomantie wird in der Literatur als unmenschlichste und grässlichste Variante der Wahrsagerei beschrieben. „Einer Legende zufolge soll der Magier-Kaiser Julian „der Abtrünnige“ bei seinen Wahrsage-Ritualen mehrere Kinder geopfert haben, um ihre Eingeweide zu beschauen“. Sie wurde von Georg Pictorius dem Begriff Goëtie zugeordnet und als eine magische Praktik bezeichnet, die als unnatürlich, verboten oder teuflisch angesehen wurde.

## Praktiken
Mit Anthropomantie wurden in der Antike nicht nur Zauberer und Hexen, sondern von ihren Gegnern auch beispielsweise die römischen Kaiser Elagabal (204–222) und Julian (331–363) in Verbindung gebracht. Von ihnen berichtete die teils offen christliche – Theodoret zu Julian –, teils wirre – etwa die um die 400 n. Chr. entstandene Historia Augusta zu Elagabal – Überlieferung, dass sie bei nächtlichen Ritualen Kinder und junge Frauen ums Leben bringen ließen, um die Zukunft zu erforschen oder um den Ausgang von Feldzügen vorauszusehen. Es wurde auch von Praktiken bei den Lusitaniern, Phöniziern und Puniern berichtet, die ebenfalls diesen Brauch angenommen haben sollen. Arabische Schriftsteller berichteten, dass die heranischen Sabier zum Wahrsagen die Köpfe geopferter Menschen benutzten hätten. Berichten zufolge tränkte man den „Körper solange in Öl und Borax, bis die Muskeln und Gelenke weich wurden, so dass der Kopf durch einfaches Anziehen vom Rumpf getrennt werden konnte“. Zu Zeiten des Theophilos von Alexandria († 412) sollen im „Adyton des Tempel des Serapis abgehauene Kinderköpfe mit vergoldeten Lippen zu divinatorischen Zwecken gebraucht“ worden sein. Auch die Bewohner des antiken Lusitaniens sollen diesem Aberglauben ergeben gewesen sein.